# Das Leben ist ein Spiel
Das Leben ist ein Spiel ist eine Kriminalkomödie von Claude Chabrol aus dem Jahr 1997. Der Originaltitel „Rien ne va plus“ (Nichts geht mehr) bezieht sich auf einen Ausruf im Roulette, nach dem nicht mehr gesetzt werden darf. Der Film, der zum Teil im historischen Hotel Waldhaus gedreht wurde, kam in Frankreich am 15. Oktober 1997 in die Kinos, in Deutschland am 8. Januar des folgenden Jahres.

## Handlung
Das Betrügerpaar Elizabeth (genannt Betty) und Victor geht immer nach dem gleichen Muster vor. Betty macht einem reich aussehenden Mann schöne Augen und wartet ab, bis dieser sie zu sich auf das Zimmer nimmt. Dann raubt sie ihn nach dem Einsatz von K.-o.-Tropfen aus.
Als die beiden sich in der Schweiz aufhalten, gerät Betty an den Geldkurier Maurice, der fünf Millionen Schweizer Franken bei sich hat. Er zeigt Interesse an ihr, was auch Victor schon lange tut. Bald stellt sich heraus, dass Maurice das Geld seines Auftraggebers unterschlagen will. Nun beginnt ein Konkurrenzkampf zwischen Maurice und Victor, was Betty offenbar nicht sonderlich stört; vielmehr scheint sie darüber eher erfreut.

## Kritiken
„Ein unbeschwerter, leichter Film, der von der Gegensätzlichkeit seiner Protagonisten und ihrem ambivalenten Spannungsverhältnis lebt, das auch den Zuschauer in der Schwebe hält. Eine als Versteckspiel um Geld, Liebe und falsche Identität inszenierte liebenswerte Fingerübung, die viele Versatzstücke des Genres zitiert, zugleich aber auch als selbstironische Replik verstanden werden kann.“

## Auszeichnungen
- 1997 erhielt der Film auf dem Festival Internacional de Cine de San Sebastián eine Goldene Muschel als bester Film. Claude Chabrol wurde mit einer Silbernen Muschel als bester Regisseur ausgezeichnet.